# Wielogłowy (Petite-Pologne)
Pour la localité de Poméranie, voir Wielogłowy.
Wielogłowy est un village de Pologne, situé dans la gmina de Chełmiec, dans le Powiat de Nowy Sącz, dans la Voïvodie de Petite-Pologne dans le Sud de la Pologne.

## Source
- (en) Cet article est partiellement ou en totalité issu de l’article de Wikipédia en anglais intitulé « Wielogłowy, Lesser Poland Voivodeship » (voir la liste des auteurs).